# لويغي ديلا روكا
لويغي ديلا روكا (بالإيطالية: Luigi Della Rocca)‏ هو لاعب كرة قدم إيطالي في مركز الهجوم، ولد في 2 سبتمبر 1984 في برينديزي في إيطاليا. شارك مع منتخب إيطاليا تحت 17 سنة لكرة القدم ومنتخب إيطاليا تحت 18 سنة لكرة القدم ومنتخب إيطاليا تحت 19 سنة لكرة القدم ومنتخب إيطاليا تحت 20 سنة لكرة القدم. أما مع النوادي، فقد لعب مع أتالانتا ونادي بولونيا ونادي بيزا ونادي تريستينا ونادي ريميني ونادي كاتانيا ونادي كاربي ونادي كريمونيسي ونادي ليتشي ونادي نوفارا.

## وصلات خارجية
- لويغي ديلا روكا على موقع قاعدة بيانات كرة القدم.إي يو (الإنجليزية)
- لويغي ديلا روكا على موقع Soccerway.com (الإنجليزية)
- لويغي ديلا روكا على موقع عالم كرة القدم.نت (الإنجليزية)